# Nosy Boraha (distrikt)
Nosy Boraha är ett distrikt i Madagaskar.   Det ligger i regionen Analanjiroforegionen, i den nordöstra delen av landet, 300 km nordost om huvudstaden Antananarivo. Antalet invånare är 26 547.